# Piotr Barański
Piotr Barański (ur. 1 sierpnia 1915 w Woli Kotkowskiej, zm. 16 listopada 1971) – polski wojskowy, kapral Wojska Polskiego II RP, członek załogi i obrońca Wojskowej Składnicy Tranzytowej na Westerplatte w wojnie obronnej 1939.

## Życiorys

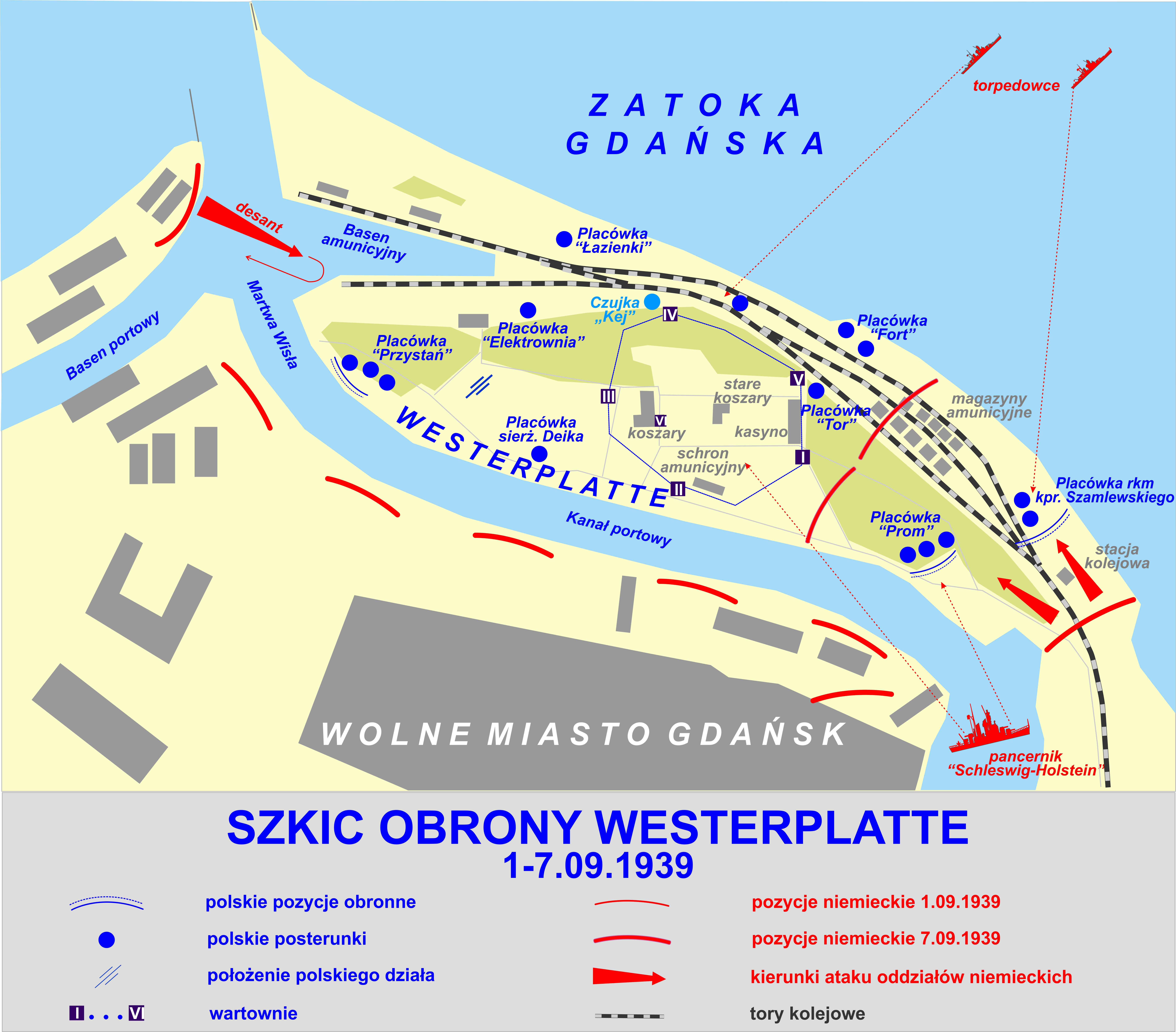
Obrona Westerplatte

Urodził się w Woli Kotkowskiej, jako syn Walentego i Konstancji z domu Augustyniak. Ojciec pracował na kolei, matka zaś prowadziła gospodarstwo domowe. Miał trójkę rodzeństwa.  Absolwent gimnazjum ogrodniczego w Piotrkowie Trybunalskim (1936). Służbę wojskową odbywał w 86 pułku piechoty, skąd został skierowany na Westerplatte. Na półwysep dotarł 13 sierpnia 1939. Brał udział w obronie wartowni nr 2. W trakcie walk został ranny.  
Po kapitulacji Westerplatte był jeńcem Stalagu I A Stablack w Prusach Wschodnich. Został zmuszony podjąć pracę jako robotnik przymusowy w gospodarstwie ogrodniczym. Z niewoli zwolniony w 1945. Po powrocie z niewoli podjął pracę jako urzędnik w Sądzie Powiatowym w Koninie. Od 1947 do 1957 pracował w Spółdzielni Ogrodniczej jako kierownik planowania. Z powodu pogarszającego się stanu zdrowia odszedł w 1957 na rentę inwalidzką. Był wieloletnim członkiem stowarzyszenia PAK w Koninie, a także zastępcą prezesa Zarządu Oddziału Związku Inwalidów Wojennych. W latach 1952–1953 zdobył tytuł mistrza Ligi Przyjaciół Żołnierza w zawodach strzeleckich z kbks i wiatrówki w konkurencji mężczyzn. W roku 1956 za pracę społeczną w realizowaniu programu Frontu Jedności Narodu został przez organizację kombatancką w Poznaniu uhonorowany dyplomem uznania. 
Ożenił się Anielą z domu Lisowską, miał dwie córki. 
Pochowany został na cmentarzu parafialnym w Koninie.

## Odznaczenia
- Srebrny Krzyż Orderu Virtuti Militari (1945)
- Medal za Odrę, Nysę i Bałtyk (1947)
- Odznaka Grunwaldzka (1960)

## Upamiętnienie
Na Westerplatte znajduje się tablica z nazwiskiem Barańskiego.
W filmie Westerplatte Stanisława Różewicza z 1967 roku w postać Piotra Barańskiego wciela się Andrzej Wykrętowicz.